# 不丹宗教
不丹宗教(皮尤) 2020
不丹人口主要信奉佛教，其官方宗教為密宗佛教。雖然國教是佛教，但憲法保障人民宗教信仰自由（限制非佛教傳教自由）。不丹72.9％的人信奉寧瑪派藏傳佛教，22.6%信奉印度教，0.7%信奉基督宗教，0.4%信奉基督宗教，其他宗教人口約佔0.5%。

## 佛教
住在不丹的阿洛人信奉寧瑪派佛教，為西藏移民後代，他們構成不丹西部和中部地區大多數人口。不丹政府支持噶舉派和寧瑪派的佛教寺院，不丹王室信奉寧瑪和噶舉派結合的佛教，許多不丹公民相信“Kanyin-Zungdrel”的概念，意思是“寧瑪和噶舉派為一體”。

## 印度教
印度教信徒主要分布在不丹南部。2012年，廷布建造了印度教寺廟，由不丹首席印度教方丈Je Khenpo尊者和印度教徒在進行宗教活動。印度教在洛昌人較為普遍信奉，也有部分的洛昌人信仰佛教。

## 苯教
苯教，為不丹的萬物有靈和薩滿教信仰體系，雖然苯教祭司經常在佛教節日中主持儀式，但很少有公民只信奉苯教。

## 基督宗教
基督徒的在不丹的人數很少，只有來自尼泊爾的少數民族信奉。根據2007年的一份報告，雖然國際基督教救濟組織和天主教耶穌會從事教育和人道主義活動，但不丹沒有基督宗教的傳教士。基督宗教在17世紀後期首先由葡萄牙的耶穌會傳教士將此信仰帶到了不丹，但是其難以使不丹的佛教徒改宗。

## 宗教自由和管理
不丹法律規定了宗教自由，宗教機構和人士有義務“促進國家的精神遺產，同時確保宗教與政治分離”，但不丹宗教機構和人士仍然“高於政治”。 不丹沒有關於基於宗教信仰或實踐的社會歧視的報導。